# Tricholoma bakamatsutake
Espèce
Le baka-matsutaké (transcription intégrale du nom japonais, composé de Baka 馬鹿, バカ, littér. « qui ne distingue pas un cheval d'un cerf » = idiot, stupide), et matsu-take (マツタケ, 松茸) = Champignon du pin) est un champignon agaricomycète (ハラタケ目) de la famille des Tricholomatacées (目キシメジ科), décrit du Japon par le mycologue japonais Tsuguo Hongo en 1974, sous le nom latin de Tricholoma bakamatsutake. Le nom spécifique signifie « Matsutaké trompeur » ou « faux matsutaké », son odeur forte mais différente lui ôtant beaucoup de sa valeur marchande.
Il a ensuite été signalé en Nouvelle-Guinée et en Chine. Il est sans doute très proche du légendaire Matsutaké, (Tricholoma matsutake), auquel il ressemble mais il vient principalement dans les forêts de Fagaceae (hêtres et chênes) plutôt que dans les pinèdes.

## Description
Chapeau 4-10 cm, hémisphérique à  convexe, avant de s'étaler et largement ombonné, surface non visqueuse, brun châtain au centre, plus pâle (vers “cream-buff") vers la marge, revêtement piléique apprimé-fibrilleux, souvent rompu en écailles peu distinctes, surtout vers le centre; marge blanchâtre, cotoneuse, incurvée dans la jeunesse.
Chair épaisse au disque, devenant brusquement mince vers la marge, ferme, blanche ; saveur douce, odeur agréable, très forte (plus forte que celle du T. matsutake).
Lamelles adnées, puis libres, crémeuses, souvent tachées de brun rougeâtre, 5-8 mm larges, serrées, souvent fourchues.
Stipe 6-10 cm de longueur, 12-16 mm d'épaisseur,